# 청덕초등학교 소례분교
청덕초등학교 소례분교는 경상남도 합천군 청덕면 소례리 110에 있었던 초등학교 분교이다.

## 연혁
- 1934.04.06 청덕공립보통학교 소례간이학교 설립
- 1939.03.25 청덕제2심상소학교로 인가
- 1940.04.01 청덕제2국민학교로 개칭
- 1947.05.20 소례국민학교로 개칭
- 1996.03.01 청덕초등학교 소례분교장으로 격하
- 1999.03.01 청덕초등학교로 통폐합